# Pallamano Trieste 1994-1995
Questa pagina raccoglie i dati riguardanti la Pallamano Trieste nelle competizioni ufficiali della stagione 1994-1995.

## Rosa
| N  | Naz                            | Ruolo    | Giocatore           |
| -- | ------------------------------ | -------- | ------------------- |
| 1  | Italia (bandiera)              | Portiere | Marion              |
| 16 | Italia (bandiera)              | Portiere | Mestriner           |
| 2  | Italia (bandiera)              | Ala      | Angileri            |
| 3  | Italia (bandiera)              | Terzino  | Piero Sivini        |
| 4  | Italia (bandiera)              | Pivot    | Giorgio Oveglia     |
| 6  | Italia (bandiera)              | Ala      | Kavrecich           |
| 7  | Croazia (bandiera)             | Ala      | Bosnjak             |
| 8  | Italia (bandiera)              | Pivot    | Claudio Schina      |
| 9  | Serbia e Montenegro (bandiera) | Terzino  | Nims                |
| 10 | Romania (bandiera)             | Terzino  | Saftescu            |
| 11 | Italia (bandiera)              | Terzino  | Pastorelli          |
| 14 | Italia (bandiera)              | Terzino  | Alessandro Tarafino |
| 15 | Italia (bandiera)              | Ala      | Marco Lo Duca       |

### Staff
- Allenatore:  Giuseppe Lo Duca
- Allenatore in seconda:  Marco Bozzola
- Preparatore atletico:  Paolo Paoli
- Massaggiatore:  Cavallini

## Classifica
|  | Pos. | Squadra      | Pt | G  | V  | N | S  | GF  | GS  | D    | Note                                      |
|  | ---- | ------------ | -- | -- | -- | - | -- | --- | --- | ---- | ----------------------------------------- |
|  | 1.   | Trieste      | 34 | 22 | 15 | 4 | 3  | 622 | 520 | +102 | Qualificato alla Champions League 1995-96 |
|  | 2.   | Black Devils | 29 | 22 | 13 | 3 | 6  | 667 | 588 | +79  |                                           |
|  | 3.   | Brixen       | 26 | 22 | 11 | 4 | 7  | 548 | 491 | +57  |                                           |
|  | 4.   | Rubiera      | 25 | 22 | 12 | 1 | 9  | 540 | 528 | +12  |                                           |
|  | 5.   | Ortigia      | 22 | 22 | 10 | 2 | 10 | 527 | 513 | +14  |                                           |
|  | 6.   | Prato        | 21 | 22 | 9  | 3 | 10 | 563 | 569 | -6   |                                           |
|  | 7.   | Conversano   | 20 | 22 | 9  | 2 | 11 | 545 | 603 | -58  |                                           |
|  | 8.   | Teramo       | 20 | 22 | 8  | 4 | 10 | 585 | 577 | +8   |                                           |
|  | 9.   | Gaeta        | 20 | 22 | 9  | 2 | 11 | 571 | 605 | -34  |                                           |
|  | 10.  | Bologna 1969 | 19 | 22 | 8  | 3 | 11 | 570 | 594 | -24  |                                           |
|  | 11.  | Modena       | 18 | 22 | 7  | 4 | 11 | 545 | 556 | -11  | Retrocesso in Serie A2 1995-96            |
|  | 12.  | Lazio        | 10 | 22 | 4  | 2 | 16 | 513 | 652 | -139 | Retrocesso in Serie A2 1995-96            |